# Tim Wellens
Tim Wellens (født 10. maj 1991) er en belgisk professionel landevejscykelrytter og forhenværende mountainbikerytter, der kører for UAE Team Emirates XRG.